# سوئرینگین (آلاباما)
سوئرینگین (به انگلیسی: Swearengin) یک منطقهٔ مسکونی در ایالات متحده آمریکا است که در آلاباما واقع شده‌است. سوئرینگین ۴۰۹٫۹۶ متر بالاتر از سطح دریا واقع شده‌است.